# 2016 dans les chemins de fer

## Événements
- 12 février. Espagne : mise en service de la zone sud de la ligne 9 du métro de Barcelone, avec l'ouverture des stations : Zona Universitària, Collblanc, Torrassa, Can Tries-Gornal, Europa-Fira, Fira, Parc Logístic, Mercabarna, Les Moreres, El Prat Estació, Cèntric, Parc Nou, Mas Blau, Aeroport T2 et Aeroport T1[1].
- 15 février, Russie : mise en service du tronçon de Roumiantsevo à Salarievo de la ligne Sokolnitcheskaïa (ligne 1 rouge) du métro de Moscou[2].
- 3 avril : création de la marque Izy par Thalys.
- 16 avril, France : Dernier jour de circulation du MS61 de la ligne A du RER
- 28 mai. France : inauguration de la partie souterraine de la ligne 6 du tramway d'Île-de-France (T6) : Vélizy Robert Wagner → Viroflay Rive Droite (2,6 km).
- 1er juin. Suisse : inauguration du tunnel de base du Saint-Gothard ; long de 57 km, il est le plus long tunnel ferroviaire du monde.
- 2 juillet. France : prolongement de 1,2 km de la ligne 4 du tramway de Montpellier - Observatoire → Albert Ier
- 3 juillet France : mise en service du second tronçon de la LGV Est européenne, entre Baudrecourt et Vendenheim[3].
- 29 septembre  : ouverture de la phase de liquidation de TP Ferro, le gestionnaire d'infrastructure de la ligne de Perpignan à Figueras.
- 21 octobre : création de Línea Figueras Perpignan S.A, filiale de SNCF Réseau et ADIF, afin de reprendre l'exploitation de la ligne de Perpignan à Figueras.
- 17 décembre. France : inauguration du tram-train du Médoc (Bordeaux) Cracovie - Blanquefort  : 7,2 km.

## Accidents
- 9 février : accident de Bad Aibling, en Allemagne ; cette collision frontale a causé douze morts
- 12 juillet : accident d'Andria, en Italie ; cette collision frontale a causé vingt-trois morts.
- 21 octobre : accident d'Éséka, au Cameroun ; ce déraillement a provoqué 79 morts.
- 20 novembre : accident de Pukhrayan, en Inde ; ce déraillement a provoqué environ 150 morts.
- 2 décembre : accident de Paris, en France ; ce déraillement de MF01 entre Barbès - Rochechouart et La Chapelle n'a provoqué aucun mort.

## Transports en commun dans le monde

### Nouvelles lignes et nouveaux réseaux inaugurés en 2016
De nouveaux réseaux de transport en commun sont entrés en service en 2016  :
- Métro
  - Fuzhou (Chine) : Ligne 1  Sanchajie - Fuzhou South Railway Station (9,8 km)
  - Dongguan (Chine) : Ligne 2  Dongguan Railway Station - Humen Railway Station (37,7 km)
  - Nanning (Chine) : Ligne  1 Nanhu - Nanning East Railway Station  (11,2 km)
  - Hefei (Chine) : Ligne  1 Hefei Railway Station - Jiulianwei (24.6 km)
- Tramway
  - Washington (Etats-Unis) : H/Benning Streetcar Union Station - Oklahoma Ave/Benning Rd (3.3 km)
  - Qingdao (Chine) :  Chengyang Wholesale Market - Qianwangtuan (9 km)
  - Medellín (Colombie) : Ligne T1 San Antonio - Estación Oriente (4 km)
  - Kansas City (Etats-Unis) : Union Station - River Market (3,5 km)
  - Rio de Janeiro (Brésil) : Parada dos Museus - Santos Dumont (12 km)
  - Cincinnati (Etats-Unis) : The Banks - Brewery District (5,7 km)

Dans les réseaux de transport en commun existants les nouvelles lignes suivantes ont été inaugurées  en 2016 : 
- Métro[4]  : 
  - Pékin (Chine) : Ligne  16 Beianhe - Xiyuan (19,6 km)
  - Hong Kong (Chine) : Ligne  South Island   Admiralty - South Horizons (7 km) !
  - Guangzhou (Chine) : Ligne  6 Changban - Xiangxue & Line 7 Guangzhou South Railway Station - Higher Education Mega Center South (24,5 km)
  - Wuhan (Chine) : Ligne  2 Jinyintan - Tianhe Int'l Airport & Line 6 Jinyinhu Park - Dongfeng Motor Corporation (20 km)
  - Hefei (Chine) : Ligne  1 Hefei Railway Station - Jiulianwei (24,6 km)
  - Kuala Lumpur (Malaisie) : Ligne 9 Sungai Buloh - Semantan (21 km)
  - Salvador (Brésil) : Ligne 2 Acesso Norte - Rodoviária (2,3 km)
  - Xi'an (Chine) : Ligne  Line 3 Yuhuazhai - Baoshuiqu (39 km)
  - Shenzhen (Chine) : Ligne 9 Hongshuwan South - Wenjin (25,3 km)
  - Shenzhen (Chine) : Ligne  7 Xili Lake - Tai'an (30,3 km)
  - Chennai (Inde) : Blue Line Little Mount - Chennai International Airport (8,6 km)
  - Zhengzhou (Chine) : Ligne  2 Liuzhuang - Nansihuan (20,6 km)
  - Tianjin (Chine) : Ligne  6 Changhong Gongyuan - Nancuiping (9,5 km)
  - Bangkok (Thaïlande) : Ligne Purple Line Tao Poon - Khlong Bang Phai (23 km)
  - Rio de Janeiro (Brésil) : Ligne 4 Ipanema/General Osório - Jardim Oceânico  (13,5 km)
  - Chengdu (Chine) : Ligne  3 Chengdu Junqu General Hospital - Taipingyuan (20,3 km)
  - Incheon (Corée du Sud) : Ligne 2 Oryu-dong - Unyeon (29,2 km)
  - Nanning (Chine) : Ligne 1 Nanhu - Nanning East Railway Station (11,2 km)
  - Changsha (Chine) : Ligne  1 Kaifu District Government - Shangshuangtang (23,6 km)
  - Shenzhen (Chine) : Ligne  11 Futian - Bitou (18 km)
  - Changsha (Chine) : Ligne  Maglev  Changsha South Railway Station - Huanghua Airport (18.5 km)
  - Bakou (Azerbaïdjan) : Ligne  M3 Memar Acami - Avtovagzal (2 km)

- RER[4]  :
  - Denver  (Etats-Unis) : Ligne A Union Station - Denver Airport (36,8 km)

- Tramway[4]  :
  - Seattle (Etats-Unis) :  First Hill Streetcar Capitol Hill - Occidental Mall  (4,2 km)

|               | Métro            | Métro            | RER              | RER              | Tramway          | Tramway          |
| ------------- | ---------------- | ---------------- | ---------------- | ---------------- | ---------------- | ---------------- |
|               | Nouveaux réseaux | Nouvelles lignes | Nouveaux réseaux | Nouvelles lignes | Nouveaux réseaux | Nouvelles lignes |
| Amérique      |                  | 2                |                  | 1                | 5                | 6                |
| Brésil        |                  | 2                |                  |                  | 1                | 1                |
| Colombie      |                  |                  |                  |                  | 1                | 1                |
| États-Unis    |                  |                  |                  | 1                | 3                | 4                |
| Asie          | 4                | 22               |                  |                  | 1                | 1                |
| Azerbaïdjan   |                  | 1                |                  |                  |                  |                  |
| Chine         | 4                | 17               |                  |                  | 1                | 1                |
| Corée du sud  |                  | 2                |                  |                  |                  |                  |
| Inde          |                  | 1                |                  |                  |                  |                  |
| Thaïlande     |                  | 1                |                  |                  |                  |                  |
| Total général | 4                | 24               |                  | 1                | 6                | 7                |

### Nombre de kilomètres de voie ajoutés en 2016
| Pays          | Métro | RER   | Tramway | Total  |
| ------------- | ----- | ----- | ------- | ------ |
| Amérique      | 26,8  | 46,7  | 80,6    | 154,1  |
| Brésil        | 15,8  |       | 12      | 27,8   |
| Canada        | 11    |       |         | 11     |
| Colombie      |       |       | 4       | 4      |
| Etats-Unis    |       | 46,7  | 64,6    | 111,3  |
| Asie          | 624,9 | 61,8  | 12,8    | 699,5  |
| Azerbaïdjan   | 2     |       |         | 2      |
| Chine         | 472,2 |       | 12      | 484,2  |
| Corée du sud  | 50,7  | 61,8  |         | 112,5  |
| Inde          | 14,7  |       |         | 14,7   |
| Iran          | 12    |       | 0,8     | 12,8   |
| Malaisie      | 50,3  |       |         | 50,3   |
| Thaïlande     | 23    |       |         | 23     |
| (Europe       | 40    | 77    | 100,5   | 217,5  |
| Allemagne     |       |       | 25,3    | 25,3   |
| Autriche      |       |       | 4,4     | 4,4    |
| Belgique      |       |       | 2       | 2      |
| Bulgarie      | 1,3   |       |         | 1,3    |
| Espagne       | 20    | 1     |         | 21     |
| France        |       |       | 11,8    | 11,8   |
| Italie        | 1,9   | 0     |         | 1,9    |
| Norvège       |       |       | 4,8     | 4,8    |
| Norvège       | 1,6   |       |         | 1,6    |
| Pologne       |       |       | 9,3     | 9,3    |
| Portugal      | 1     |       |         | 1      |
| Royaume-Uni   |       |       | 4       | 4      |
| Russie        | 8,6   | 54    |         | 62,6   |
| Slovaquie     |       |       | 2       | 2      |
| Turquie       | 4,5   | 22    | 33      | 59,5   |
| Ukraine       | 1,1   |       | 3,9     | 5      |
| Océanie       |       | 12,6  |         | 12,6   |
| Australie     |       | 12,6  |         | 12,6   |
| Total général | 691,7 | 198,1 | 193,9   | 1083,7 |